# Cinéma roumain
 (mai 2022).
Le cinéma roumain a une longue histoire. Les cinéphiles du monde entier ont entendu parler du cinéma roumain au milieu des années 2000 grâce au succès de ses films en festival (Palme d'or en 2007 pour 4 Mois, 3 semaines, 2 jours) mais c'est encore en 2010 le pays avec le taux de fréquentation le plus faible d’Europe et sa production cinématographique avait presque disparu. La période communiste avait permis à l'industrie cinématographique de se développer de manière relativement importante, bien qu'entièrement sous contrôle mais celle-ci a chuté drastiquement après la fin du régime. La production semble redémarrer depuis le début du millénaire, notamment grâce à des coproductions étrangères et à l'accueil de tournages étrangers. La distribution fait à présent la part belle aux films hollywoodiens et l'apparition de multiplexes a arrêté la chute de la fréquentation.
Malgré le récent succès de certaines de ses productions en festivals, il n’y a pas à l’heure actuelle de réelle spécificité roumaine quand on analyse l’évolution de son industrie. 

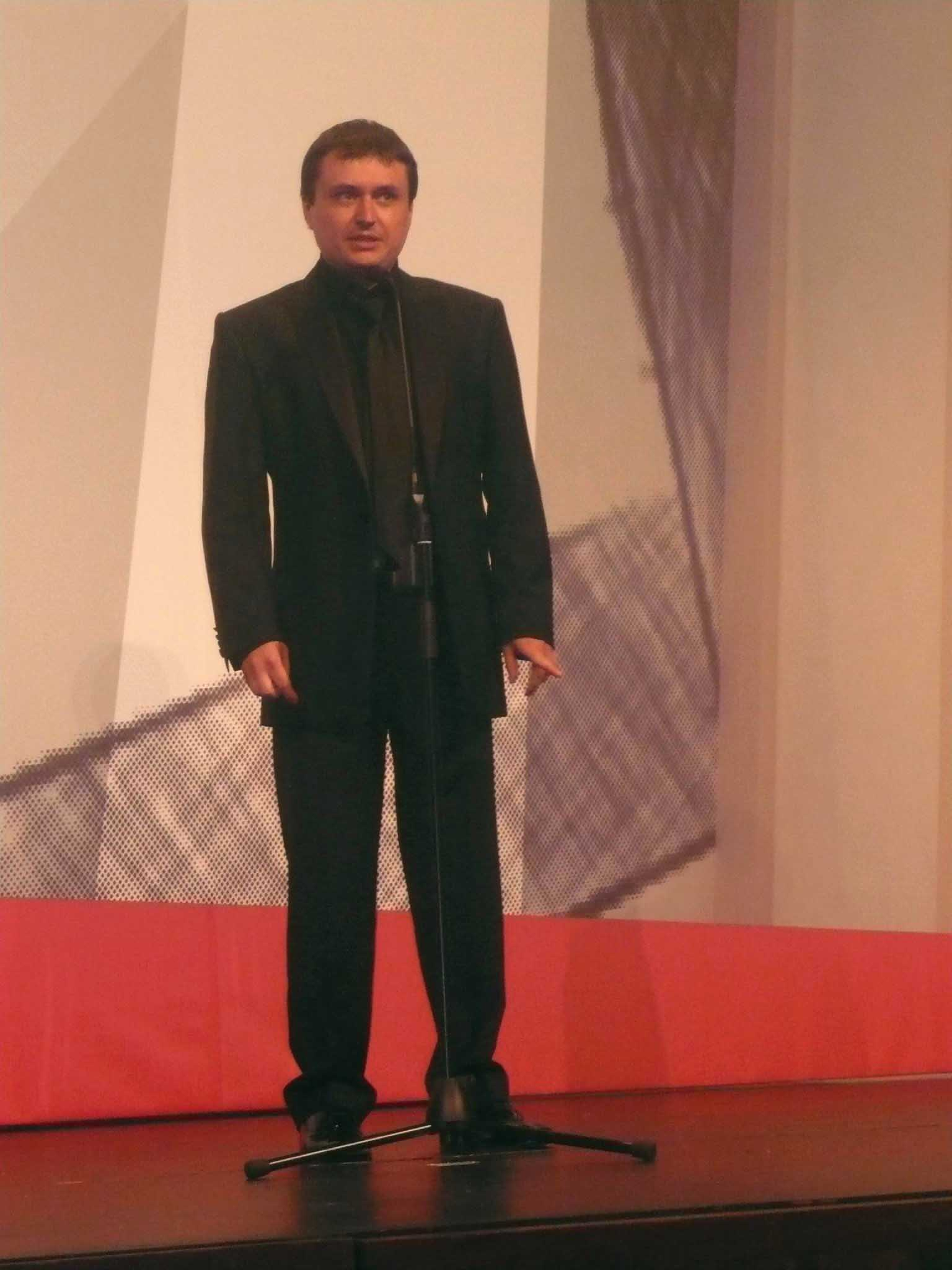
Cristian Mungiu, cinéaste roumain, lauréat de la Palme d'or au festival de Cannes en 2007 pour le film 4 Mois, 3 semaines, 2 jours.

## De la faible économie des origines au cinéma de propagande (1911-1989)

### L’industrie cinématographique roumaine jusqu’en 1948

#### Les origines et le cinéma muet
Comme pour une grande partie du cinéma des premiers temps dans le monde, il nous reste très peu des premières bobines de films roumains. Depuis 1965 L’Arhiva Națională de Filme (A.N.F. : « Archives nationales de film ») est chargée de sauvegarder et de reconstruire l'histoire des commencements du cinéma roumain. Parallèlement, la publication de mémoires et la recherche privée entreprise par de grands passionnés de cinéma, tels que les critiques Ion Cantacuzino et Tudor Caranfil, avec les réalisateurs Jean Mihail et Jean Georgescu nous éclairent sur cette période.
La première projection cinématographique de Roumanie a eu lieu le 27 mai 1896, avec la présentation de films des frères Lumière, dans les locaux du journal français L'indépendance roumaine, à Bucarest. Le photographe français Paul Menu réalise en 1902 les premières actualités cinématographiques, filmées à Bucarest et à Galați avec un appareil Lumière. Il vend finalement son appareil à un docteur roumain : Gheorghe Marinescu qui sera ainsi le premier au monde à réaliser des films scientifiques. 
Mais ce n’est qu’en 1911, que fut produit le premier film de fiction : Amor fatal (ro). En 1912, une plus grosse production voit le jour : L'Indépendance de la Roumanie (en) (Independenţa României). Ce film est une reconstitution, comme son titre l’indique, de la guerre d’indépendance roumaine et il reçoit le soutien matériel du gouvernement. L’État roumain ne mène pas pour autant une politique en faveur du cinéma et il n’est à l’origine d’aucun film à cette époque. Les films sont financés par des amateurs de l’art naissant qui ne considèrent pas l’existence d’un studio comme une chose nécessaire à son développement. L’un des producteurs d’Independența României, Grigore Brezeanu (ro), déclare ainsi dans une interview donnée au magazine Rampa publié le 13 avril 1913 : « Mon rêve aurait été de construire un grand studio de cinéma mais j’ai l’impression que ce n’est pas possible. Tout d’abord il nous faudrait un capital important pour investir. Sans argent, nous ne pouvons pas rivaliser avec les studios étrangers. Mais nos financiers considèrent qu’un studio n’est pas dans le domaine de l’art mais plutôt dans celui de l’industrie. J’ai donc, avec grands regrets, abandonné ce rêve. »
Le studio français Pathé produit à cette période quelques films qui ne sont qu’en partie roumains. On y voit des acteurs roumains médiocres qui jouent devant des images provenant de films français. En réaction à ces films Leon Popescu crée en 1913 la société : Film de artă Leon Popescu qui parvient à sortir plusieurs films sur le marché et qui fusionne finalement avec une autre société : Cipeto. Pendant la Première Guerre mondiale la production se tourne vers des films documentaires ou d’actualité et malgré la défaite, le peu de matériel roumain est conservé à l’intérieur des frontières du pays. La fin de la guerre ne marque pas pour autant une augmentation de la production car Leon Popescu qui était l’une des rares personnes à produire des films, meurt en 1918.
La Roumanie compte alors 250 salles de cinéma, et cela est trop peu à cette époque pour qu’un film produit dans des « conditions normales » soit rentabilisé par sa sortie dans le pays. De plus, aucune politique en faveur de la production cinématographique n’est menée par la démocratie parlementaire de l’entre deux guerres, au contraire. Il existe en effet une taxe sur chaque projection et à un moment près des 2/3 du prix du billet vont dans les caisses de l’État. La production s’organise donc parfois de manière coopérative, presque amateur puisque les équipes (techniciens comme acteurs) ne sont pas rémunérées. Jean Mihail réalisa plusieurs films de cette manière dans les années 1920. D’autres fois le film se fait grâce à l’argent d’un riche particulier comme ce fut le cas pour Lia (1927) de ce même Jean Mihail. L’absence de studio et d’équipement lumière suffisant oblige parfois les équipes à reconstruire les décors en extérieur pour utiliser la lumière du jour. On ne tourne souvent qu’une seule prise par plan car la pellicule coûte cher. La production des années 1920 oscille entre 5 et 10 films par an et la majorité des films distribués sont d’origine étrangère.

#### L’arrivée du cinéma sonore

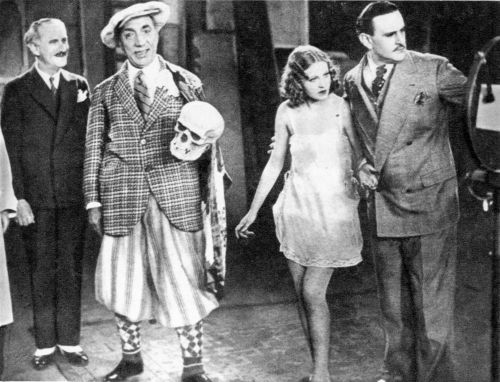
Constantin Tănase (second à partir de la gauche) dans Visul lui Tănase (Le rève de Tănase), 1932.

C’est avec l’arrivée du parlant que le cinéma roumain connaît ses premiers véritables succès auprès du public grâce à des comiques populaires tel que Constantin Tănase (en) avec le film Visul lui Tănase (le rêve de Tanase) en 1932, ou le duo Stroe et Vasilescu, qui interprète la comédie musicale Bing-Bang (1935). Un cinéaste français, Camille de Morlhon tourne en Roumanie, Roumanie, terre d'amour en 1929 (Production Gaumont) , qui sera sonorisé en français et roumain pour sortir en salles l'année suivante. Cependant, le son est un coût supplémentaire pour les productions et le nombre de films baisse chaque année.
C’est pourtant en 1934 que, découvrant le pouvoir de propagande du « septième art », le gouvernement fait passer une loi instaurant un fonds de soutien au cinéma. Une taxe prélève alors 1 leu par ticket et 10 lei par mètre de film étranger importé dans le pays. Cette taxe va permettre un premier développement de l’industrie que la Seconde Guerre mondiale ralentira fortement. L’État crée en 1937 en partenariat avec un entrepreneur privé un laboratoire nommé Ciro Film, à côté duquel est construit un grand hangar qui sert de studio. L’Oficiul Național Cinematografic (O.N.C) chargé de la production d’actualités et de documentaires est également créé à cette époque. L’O.N.C dispose d’un véritable studio mais ne produit qu’un film à cause du début de la guerre en Europe.

### Le cinéma sous le régime communiste (1948-1990)

#### Une filière entièrement sous contrôle
La République populaire de Roumanie est proclamée le 30 décembre 1947, le jour même de l’abdication du roi Michel 1er et de son départ forcé par les soviétiques. Le régime communiste donne rapidement une nouvelle tournure à ce que Lénine considérait comme le plus important des arts. Le 2 novembre 1948, le décret 303 régule toute la filière et instaure la nationalisation de l’industrie. Tout ce qui concerne le cinéma va être progressivement mis sous le contrôle d’une entité unique en relation directe avec l’État. L’aboutissement de cette politique de centralisation est atteint avec la création en 1971 de la Centrala România-Film qui contrôle directement : la production des films, les studios de Buftea, ceux de Sahia (production documentaire), la Cinémathèque, la distribution intérieur du pays, l’exportation des films roumains, ainsi que tout le réseau d’exploitation du pays.
Le cinéma devient, comme généralement dans les pays socialistes, une industrie centralisée et étatisée, dont les productions doivent correspondent à des cadres définis selon des critères idéologiques, pédagogiques, ou encore de propagande. Les actualités, les documentaires et les fictions doivent éduquer le peuple et former l’homme nouveau. L’Institutul de artă cinematografică (ensuite nommée MATC), la seule école du pays, a pour mission de former techniquement comme idéologiquement les futurs employés du cinéma (acteurs, réalisateurs, chef opérateurs, etc.). Des commissaires culturels qui n’ont la plupart du temps aucun lien avec le cinéma ou même la culture sont chargés de contrôler chaque étape de la production. Pour sortir un film national dans la Roumanie de Ceaușescu, il faut ainsi passer plusieurs étapes de contrôle. Tout d’abord, le scénario du film doit être présenté à la maison du film où il est discuté et remanié. Il passe ensuite à la commission du conseil de la culture composée de vingt personnes issues aussi bien de la culture, que de l’armée, ou des finances. Celle-ci amène ses propres modifications et autorise le début du tournage en conservant cependant la possibilité de le suspendre à tout moment. Une fois le film terminé, celui-ci doit être validé par deux commissions successives, parfois trois. Enfin la section culturelle du comité central du parti peut refuser pour tout motif de signer l’autorisation de sortie. Le film Falaise de sable s’est ainsi vu retiré des salles après moins d’une semaine d’exploitation parce que Ceaușescu en personne estimait qu’il dénaturait la réalité du monde ouvrier.
Tous ces contrôles font que les auteurs roumains décident la plupart du temps d’adapter des livres qui ont déjà été validés par le régime. Un certain nombre de films historiques sont également commandés par les communistes. Le cinéma suit donc une forme de standardisation impliquée par la censure. Un exemple de cette standardisation nous est donné par le choix des acteurs : le héros est généralement un ouvrier musclé au regard déterminé et les personnages de l’aristocratie sont toujours joués par des acteurs gros. Enfin, le régime accorde également une grande importance aux documentaires et aux films éducatifs.

#### Les moyens de production
Au moment de la nationalisation le matériel technique existant était constitué principalement du studio de Mogoșoaia et de son laboratoire de pellicule. Le studio comprenait un plateau de 200 m2, plusieurs salles de projection, et un studio de son. Le laboratoire était équipé pour le 35 mm noir et blanc et était utilisé pour toute la production nationale ainsi que pour le tirage de copies de films étrangers. Les communistes décident de fonder un nouveau centre de production à Buftea et la construction d’un nouveau studio commence en 1950 et est terminé en 1959. C’est le Centrul de producție cinematografică Buftea (C.P.C), dit « la nouvelle Cinecitta », qui correspond de nos jours aux studios de MediaPro. Jusqu’à 4 000 personnes y travaillent en période de plein régime, le complexe est à cette époque au niveau technique des studios d’Europe de l’Ouest et il gagne une certaine aura dans le monde soviétique. Les communistes agrandissent également un complexe à Floreasca qu’ils mettent sous contrôle de la télévision à partir de 1956. Ce complexe est techniquement complètement autonome et possède son propre laboratoire de développement noir et blanc et couleur (procédé Fuji puis Orvo de la RDA). Enfin, le studio de Sahia est réservé à la production de documentaires.
Le laboratoire Intreprinderea de Stat Tehnocin est fondé en 1950 pour les besoins supplémentaires en copie de film (pour la distribution principalement). Il est fusionné en 1959 avec Industria Optică Română où sont construits les projecteurs 35 mm et 16 mm, le matériel son des salles de cinéma, les projecteurs lumière, les dollies, etc. 
Il y a donc un intérêt manifeste du régime pour la production cinématographique. Il fonde une véritable industrie qui n’existait pas auparavant. Les recettes générées sont (en théorie) immédiatement réinjectées dans la production de films et le nombre de films produits croît. Finalement, ce sont vingt à trente films roumains qui sortent chaque année dans les années 1970 et 1980.

#### La distribution et l’exploitation des films
Dans un premier temps, la nationalisation des salles de cinéma entraîne leur fermeture en raison de leur état obsolète ou délabré. Les films sont alors parfois montrés en plein air. Le 7 juin 1950, le gouvernement crée un comité pour la cinématographie dans lequel est créée une commission pour la distribution des films. En 1956, la direction pour l’exploitation des films et celle pour la distribution sont fusionnées pour former la Direcția Rețelei Cinematografice și a Difuzării Filmelor (Direction de la distribution et l’exploitation des films, D.R.C.D.F.). Ce nouvel organe est mis sous tutelle directe du ministère de la culture et doit permettre d’avoir une politique unique dans les salles de tout le pays. Celle-ci est centrée sur la diffusion de l’idéologie communiste et de sa politique économique par plans.
Des fonds sont alloués pour créer un important réseau de salles qui doit amener le cinéma à chaque habitant (au même titre que l’électricité par exemple). Dans les années 1950 le gouvernement importe d’Union Soviétique un millier de projecteurs 16 mm et une centaine de salles itinérantes pour équiper les zones rurales du pays. Le nombre de salles, augmente donc de manière très importante sous l’impulsion des communistes. Selon România-Film on passe ainsi de 338 cinémas en 1938, à 617 salles permanentes équipées en 35 mm en 1988 (245 000 fauteuils), auxquelles il faut ajouter 4 544 salles non permanentes 16 mm. Le nombre d’entrées augmente également et passe de 41 millions à près de 100 millions. Cette fréquentation deux fois supérieure en proportion à la celle de la France à la même époque peut s’expliquer par la bonne couverture du réseau de salles mais également par le faible prix de l'entrée : entre 2 et 7 lei, à une époque où un ouvrier spécialisé gagne 2 000 lei par mois.
Mais la production roumaine n’est pas la seule distribuée, une bonne place est également accordée aux films des pays frères du bloc de l’est et en particulier à ceux en provenance d’URSS pour leur fort contenu idéologique (« Le meilleur cinéma du monde »). Certains films occidentaux sont également distribués à condition évidemment qu’ils ne s’opposent pas à l’idéologie du régime. Les Roumains peuvent ainsi découvrir plus particulièrement les chefs-d’œuvre du néoréalisme italien, un certain nombre de westerns, ou encore la filmographie d’Alain Delon. Finalement, les deux tiers des films distribués au début des années 1980 par la Centrala Româna-Film (qui remplace la D.R.C.D.F.) sont d’origine occidentale. En 1984, l’État fait volte-face et ne permet plus que la distribution de deux ou trois films occidentaux par an. Le goût du public roumain pour les films occidentaux était donc déjà révélé.

#### Quelques succès à l’étranger
La Palme d'or du court-métrage accordé au film d’animation Scurtă istorie (histoire courte) de Ion Popescu-Gopo convainc les communistes de créer un studio d’animation en 1964 (Animafilm) qui produit aussi bien pour la télévision et pour l’école que pour le cinéma. Mirel Ilesiu remporte la palme de 1969 avec son court Les Chants de la Renaissance (Cîntecele Renasterii). Liviu Ciulei reçoit le Prix du Meilleur réalisateur à Cannes en 1965 pour son film, la forêt des pendus. 
Quelques rares films échappent au conformisme imposé par la censure. 
La figure de cette période la plus connue à l’étranger est Lucian Pintilie. Sa deuxième œuvre, La Reconstitution, présente à la quinzaine des réalisateurs de Cannes en 1970 est censurée en Roumanie, comme ensuite Scènes de Carnaval (1980). Le réalisateur est finalement interdit de travail et s’exile en France.

## Depuis la chute de Ceausescu, une réadaptation difficile (1990-2010)

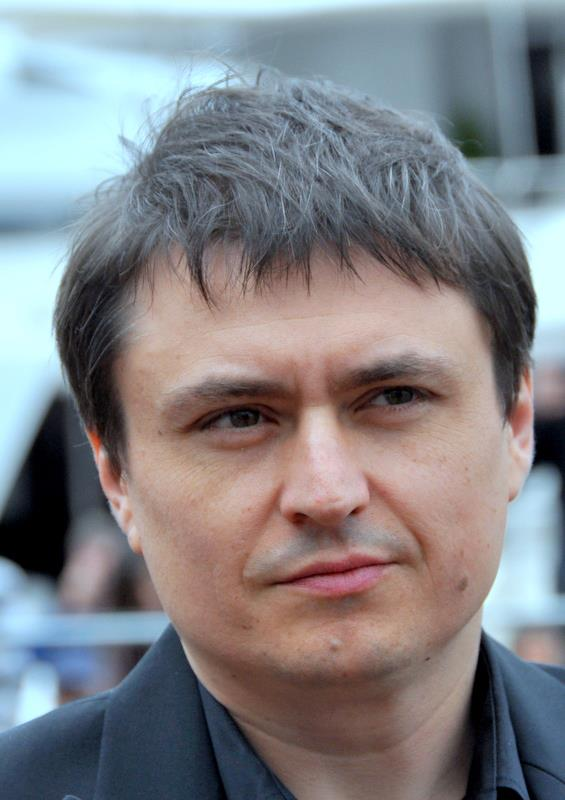
Christian Mungiu, membre de la "nouvelle vague" roumaine

En 1991, une nouvelle constitution établit la structure de l’État après l’effondrement de la dictature de Ceausescu. La transition vers une économie de marché va mettre à mal la filière cinématographique à tous les niveaux. On peut cependant parler de renouveau ces dernières années grâce à la fin du monopole de l’État dans l’exploitation et au succès des films roumains en festival.

### La production, l’importance de l’étranger

#### La chute de la production
Les entreprises de l’industrie cinématographique sont restées dans un premier temps le monopole de l’État. Rapidement, un cinéaste est mis à la tête du CNF (Centre National du Film, créé en 1990 et renommé plus tard CNC) et une dizaine de sociétés de production indépendantes apparaissent. Le CNF permet en effet la production et la distribution par des sociétés privées sous réserve d’un contrat avec une filiale de România-Film. Mais, malgré la nouvelle liberté d’expression qu’elle amène, la fin du règne de Ceausescu fait chuter drastiquement la production de films à cause de l’absence de financement. Dans les années 1990, la România-Film ne tourne pas plus de cinq films par an et les sociétés indépendantes non plus. La production disparaît même presque au début des années 2000. L’évolution générale de l’économie de l’industrie et la possibilité de coproductions avec l’étranger va permettre de faire remonter peu à peu le nombre de films produit chaque année et la production actuelle oscille entre 10 et 20 films par an. Mais le budget du CNC bucarestois est insuffisant par rapport à la demande. La taxe de 2 % imposée aux casinos et à la loterie nationale, dont le montant lui revenait entièrement, a été supprimée et ses recettes ont ainsi été amputées de 20 % en 2009 ce qui ramène son budget à un niveau proche de celui de 2006 (32 millions de lei soit environ 7,5 millions d’euros, voir annexe 1). Eugen Serbanescu, le directeur du CNC, estime qu’environ 80 % du budget est alloué au financement de la production, et 20 % à l'organisation des festivals, qui sont de plus en plus nombreux en Roumanie.
C’est donc la difficulté de trouver des financements et non plus la censure qui empêche aujourd’hui les cinéastes roumains de faire plus de films. Le film qui a remporté la Palme d'or, (avec un financement 100 % roumain) a coûté moins d’un million d’euros. Tudor Giurgiu, réalisateur et producteur, résume bien l’état d’esprit dans lequel sa génération se trouve : « Les Français, Allemands ou Autrichiens sont nos partenaires traditionnels mais, avec la crise, cela devient difficile aussi pour eux. Alors, on use du « plan B » : on trouve des sujets pas chers, on tourne rapidement, en Roumanie et avec des équipes réduites. »

#### L’importance des coproductions
En 1994 trois projets de coproduction avec la France sont concrétisés. C’est le début d’une ère de coproduction avec les partenaires d’Europe de l’Ouest. Lucian Pintilie, qui a pu retourner en Roumanie depuis la chute du régime, ne tourne par exemple plus que des coproductions (Le Chêne en 1992 puis un film tous les deux ans jusqu’au dernier, Tertium non datur, en 2006). Les chiffres du CNC de ces dernières années montrent qu’entre le tiers et la moitié des films produits chaque année sont des coproductions.
Un accord de coproduction entre la France et la Roumanie a été signé à Cannes le 18 mai 2009. Il permet aux producteurs roumains d’accéder aux fonds du CNC français, tandis que le CNC roumain ouvre ses aides à ceux de l'Hexagone. Les effets de cet accord ont été visibles immédiatement. Cristi Puiu, le premier de la nouvelle génération de cinéastes roumains à avoir reçu un prix à Cannes (Prix un certain regard à Cannes en 2005 pour La Mort de Dante Lazarescu) a pu tourner son dernier film Aurora, grâce à l'appui du CNC français.
Au-delà du rôle notable de la France, c’est plus généralement l’Union européenne qui soutient à travers son programme Eurimage, le développement de coproductions. La Roumanie bénéficie du soutien d’Eurimages depuis 1998 mais peu de coproductions en ont encore profité. La première date de 2007, il n’y en a pas eu en 2008, une seule (pour Aurora) en 2009 et deux en 2010. Ce programme a pour effet d’inciter à la coproduction à plus de deux pays, ce qui pousse les productions des grands pays à s’intéresser à la collaboration avec des partenaires plus inhabituels.

#### L’accueil des tournages étrangers
Comme un certain nombre d’autres pays de l’Est tels que la République tchèque, la Pologne ou la Lituanie, la Roumanie accueille depuis les années 2000 un nombre de plus en plus important de tournages de productions étrangères. Une vingtaine de films étrangers y ont ainsi été tournés entre 1998 et 2005 parmi lesquels on peut noter Borat (en 2005) ou Joyeux Noël (en 2004). Certains parlent même de « Rollywood » pour qualifier l’importance que prennent les studios de Bucarest et de Buftea. Une bonne partie de ces tournages se fait dans le plus important complexe de studio d’Europe de l’Est (3 274 mètres carrés) que possède Media Pro Pictures (sa propre école) depuis son rachat à l’État roumain en 1998. Cinq-cents permanents y assurent un service dont la qualité grandit tournage après tournage. Un laboratoire Kodak dernier cri s'occupe à présent du développement de la pellicule. Castel Films, l’autre grand studio concurrent de Média Pro affirme avoir participé entre 1990 et 2007 à la réalisation d’une centaine de films étrangers, principalement américains. La société, qui emploie 200 employés 12 heures par jour, propose un tarif de 800 euros par jour pour 1 300 m2 de studio (contre 2 409 euros à Aubervilliers, en France), elle estime que la Roumanie offre des scènes de tournage d'exception (château de Dracula, la chaîne des Carpates, forêts, vestiges de manufactures industrielles et styles architecturaux, notamment gothique...) susceptibles d’aider à justifier un tournage dans le pays. Enfin, la société Kentauros, nouvelle venue, prévoit la construction de huit studios à 12 km de Bucarest dont le plus grand devrait faire 4 400 m2.
Ces tournages se font avec une moitié de l’équipe composée de techniciens roumains dont les salaires sont quatre à cinq fois moins élevés que ceux, par exemple, de leurs homologues français. Les figurants coûtent, eux, dix fois moins cher et la législation permet également de plus longues journées de travail. Le cout global du tournage est estimé entre 50 et 60 % moins cher qu’en Europe de l’Ouest et entre 30 et 40 % moins qu’en République tchèque. Mais ces chiffres dépendent des films et pour l’instant une bonne partie des films qui se sont tournés en Roumanie l’ont été pour des raisons autant esthétiques qu’économiques. Ainsi, le scénario de L'Homme sans âge, tourné par Coppola en 2006 est fondé sur un essai du philosophe roumain Mircea Eliade. Media Pro annonce vouloir attirer les grosses productions hollywoodiennes pour qui les économies d’échelle sont plus facilement réalisables. La rentrée récente de la Roumanie dans l’Union européenne qui a un effet non négligeable sur l’image du pays devrait achever de vaincre les dernières réticences des majors.

#### La «nouvelle vague» du cinéma roumain, des films de festival
Difficile de présenter l’industrie cinématographique roumaine contemporaine sans évoquer le succès d’un certain nombre de films roumains dans les plus grands festivals internationaux. Ce qui a amené les critiques à parler de « nouvelle vague » du cinéma roumain. La plupart des films roumains (courts ou longs métrages) sont sélectionnés dans au moins deux festivals et une bonne moitié d’entre eux obtiennent au moins un prix. On a particulièrement noté les prix décernés à de jeunes réalisateurs roumains au Cannes ces dernières années. Citons ainsi le prix Un certain regard pour La Mort de Dante Lazarescu de Cristi Puiu en 2005 (44 prix en festival dans le monde) et pour California dreamin’ de Cristian Nemescu en 2007, ainsi que la Caméra d’or pour 12 h 08 à l'est de Bucarest de Corneliu Porumboiu en 2006. La consécration est arrivée avec la Palme d'or attribuée en 2007 à 4 Mois, 3 semaines, 2 jours de Cristian Mungiu. On peut trouver plusieurs points communs entre ces films : ils font preuve d’un certain minimalisme qui s’accorde avec la minceur des budgets. Leur style est direct et réaliste et rappelle le néo-réalisme italien d'après guerre. Enfin, les histoires sans véritables héros se passent durant la période communiste et en dénoncent les travers avec un humour souvent sarcastique, sans pour autant s’attaquer aux grands évènements politiques.
Il s’agit cependant bien plus d’une génération spontanée que d’une école. Confrontés aux mêmes problèmes de financement, ces cinéastes cumulent fréquemment les fonctions de réalisateur et de producteur. Ces films peinent à trouver leur public en Roumanie. À l’exception notable de 4 Mois, 3 semaines, 2 jours (89 339 entrées), aucun film roumain n’a dépassé les 30 000 spectateurs ces dernières années (le vingtième film américain du classement 2009 a atteint, lui, 65 482 entrées). Les réalisateurs visent donc avant tout une reconnaissance en festival et un succès à l’international pour espérer rentabiliser leurs films.

### La distribution, un marché dominé par les films des majors hollywoodiennes

#### La fin du monopole de l’État
Le monopole sur la distribution de România-Film, transformée en société publique autonome, est levé en 1992 mais peu de distributeurs apparaissent immédiatement. Ils sont cinq en 1995 puis neuf en 1999. România-Film conserve en effet son monopole sur l’exploitation et elle a tendance à se favoriser elle-même pour la distribution. De plus comme seules 32 % des recettes reviennent au distributeur (avant partage avec le producteur) l’attrait du nouveau marché est tout d’abord faible. Guild Film Romania (GFR) est créé en 1992 et distribue la plupart des films des majors hollywoodiennes (accord avec Colombia Tristar et Warner puis avec la Fox en 1995). La société cumule rapidement entre la moitié et le tiers des recettes quand România-Film en représente moins de 20 % en 1999. Cette même année les films américains, tous distributeurs confondus, réalisent 96 % des entrées alors même que toutes les majors n’exportent pas encore leur catalogue.
Les choses évoluent rapidement depuis le début des années 2000 et la privatisation de România-Film qui marque la fin de son monopole sur l’exploitation, c’est-à-dire l’arrivée d’une répartition plus libre des recettes. Le nombre de films distribués a doublé en 10 ans alors qu’il stagnait dans les années 1990. On passe de 101 films distribués en 1999 à 211 en 2009. Plusieurs grands groupes se partagent à présent le marché de la distribution. InterComFilm (qui a remplacé GFR), Ro-Image 2000, et Odeon cineplex et Prooptiki qui sont les quatre sociétés qui distribuent presque uniquement les films des majors hollywoodiennes cumulent 77 % des parts de marché en 2009. Les films américains représentent 62 % des films qui sortent chaque année contre 9 % pour les films roumains. Enfin, tous distributeurs confondus, les films américains atteignent leur sommet en 2009 en récoltant 91 % des recettes. Le nombre de films américains distribués n’augmente plus vraiment (entre 110 et 130 films par an) mais baisse un peu en proportion ce qui laisse à penser que le maximum de profit possible est atteint pour les majors et qu’une forte augmentation de leur nombre n’est plus envisageable. En 2004 le marché roumain rapportait 16 millions de dollars par an, ce qui est comparable à ce que génèrent pour elles des pays comme l’Inde ou l’Indonésie.
Les films européens non roumains représentent 27 % des sorties pour seulement 5,1 % des recettes d’exploitation. Cet écart de proportion peut s’expliquer par les différentes aides européennes accordées aux distributeurs et exploitants de films européens (les programmes Media et Eurimage). La part de films roumains distribués a augmenté depuis 2007 de 4,3 points après une baisse ininterrompue mais leur part de marché d’exploitation a, elle, continué à baisser (2,3 % en 2009) ce qui marque le peu d’affection du public pour les films nationaux. România-Film ne distribue presque plus depuis 2007 et c’est MediaPro qui distribue à présent la majorité des films roumains. La fin de la dictature de Ceausescu a également permis à des cinéphiles de pousser à la sortie en salle de films censurés des années communistes. Le marché s’est stabilisé très rapidement : il a fallu moins de cinq ans pour qu’il atteigne son état actuel. Les seules choses qui évoluent encore sont les accords entre majors et distributeurs ce qui modifie les parts de marché de ces derniers.

#### Le marché de la vidéo
Le marché de la vidéo est également dominé par les films hollywoodiens. Le grand groupe de distribution vidéo est ProVideo qui distribue les titres Warner et Disney (70 % du marché des VHS et 90 % de celui des DVD en 2002). Vient ensuite TVR Media (anciennement Euro Entertainment) qui commercialise les produits Universal et Paramount et Prooptiki, qui propose les titres de la Fox et de la Columbia. Les alliances des majors ne sont pas les mêmes pour la distribution vidéo que pour celle du cinéma, ce qui montre une relative indépendance des deux marchés. Le marché est globalement en augmentation ces dernières années car le pays s’équipe peu à peu en matériel vidéo (seuls 20 % des foyers TV étaient équipés pour la vidéo en 2002).
La part de marché des copies pirates est plus importante que celle des copies officielles (55 % en 2002).

### L’exploitation, l’apparition récente des multiplexes

#### Une disparition spectaculaire
La période communiste laisse un parc très important de salle mais celui-ci est vétuste et il se réduit de manière ininterrompue depuis 1988. Le nombre de salles a ainsi été divisé par six en vingt ans et il ne reste plus que 74 salles en Roumanie en 2009. En 1990 il y avait déjà 167 salles de moins qu’en 1988. Le monopole de România-Film ne va permettre qu’en partie de limiter la fermeture des salles du pays. Elle organise en effet un système de location-vente avec des entrepreneurs privés qui ont théoriquement l’obligation de projeter des films mais qui utilisent les salles pour d’autres activités de divertissement (bars discothèques, etc).
La fréquentation a été divisée par 20 en 10 ans : il n’y avait plus que 4,2 millions de spectateurs en 1999. Le nombre de sorties par habitant passant de 4,3 à 0,2 ce qui en fait le plus bas de toute l’Europe. L’inflation du prix du ticket, la vétusté et la fermeture des salles, et la difficulté économique générale expliquent en grande partie cette baisse spectaculaire mais cela est également dû à une inadéquation de l’offre et de la demande : 96 % de salles mono-écrans et absence de multiplex offrant une projection de qualité jusqu’en 2000.

#### L’apparition des multiplexes
La fin du monopole de România-Film sur l’exploitation a permis l’apparition de cinémas multiplex depuis l’année 2000. Une partie des salles que possédait encore la société historique a été mise sous contrôle des municipalités en 2008 et celles-ci les ont généralement transformées en autre chose (commissariat, bâtiment d’administration, salle de concert, etc). La société contrôle encore 37 cinémas en 2009.
Le pays compte à présent douze multiplex qui réalisent avec 107 écrans (60 % du total des écrans), 4,3 millions d’entrées c’est-à-dire 80 % des entrées du pays. La fréquentation a arrêté sa chute quasi ininterrompue en 2005 (0,13 sortie par habitant) et le nombre de spectateur a presque doublé entre cette année-là et 2009. Il est fort probable que ce renouvellement du parc qui semble s’annoncer la fasse remonter rapidement pour atteindre un niveau plus proche des standards européens (1 sortie par habitant en 2006 dans la Hongrie voisine). Le marché n’a pas été investi par les majors hollywoodiennes et est actuellement dominé par trois grands groupes : Cinema City (un groupe d’exploitation israélien), Hollywood Multiplex Operations (filiale de Media Pro) et Movieplex Cinema.
Ces multiplexes sont équipés en salles numérique 3D et sont conçus sur le modèle qui a fait ses preuves en Europe occidentale au début des années 1990. Ils sont situés dans d’immenses centres commerciaux et programment une écrasante majorité de films américains. Le prix du ticket varie entre 14,9 (proche de la moyenne nationale) et 31,8 lei (pour les séances en 3D un soir de week-end), et 25 cl de Coca-Cola coûtent autour de 6,50 lei dans un pays où le salaire moyen mensuel net était en 2008 de 1 327 lei. Le prix d’une sortie au cinéma reste donc très élevé pour la population mais la valeur ajoutée est forte dans le cas des multiplex car les équipements sont neufs et à la pointe des nouvelles technologies.

#### Un petit réseau de salles d’art et essai
Parallèlement à l’apparition des multiplex, la Roumanie se dote également d’un réseau d’art et essai mais cela concerne encore peu de salles. Seules sept salles mono-écrans sont partenaires du programme Europa Cinema en 2009. L’État ne soutient quasiment pas ce développement (pas plus qu’il ne soutient la construction de multiplexes) et certains appellent à ce que le petit réseau restant de România-Film se spécialise dans le cinéma d’auteur pour soutenir ce développement. Il n’est effectivement pas inimaginable qu’il puisse y avoir en Roumanie un public pour ce cinéma-là, de la même manière que dans les pays d’Europe de l’Ouest, où les multiplexes coexistent avec les cinémas d’art et d’essai. À Bucarest, la récente salle Nouveau cinéma des réalisateurs roumains a attiré 25 000 spectateurs sur les neuf premiers mois de 2010 avec une programmation de films d'auteur et de documentaires en dépit d'un confort qui n’a rien à voir avec celui des multiplexes.
L'initiative de Cristian Mungiu, qui a organisé une projection itinérante de son film Quatre mois, trois semaines, deux jours dans toute la Roumanie en 2007, a permis de toucher 17 584 spectateurs soit environ 20 % du total des spectateurs du film.

## Perspectives d'évolution
Les changements dans l’économie du cinéma roumain sont encore très récents et il est hasardeux de deviner avec précision l’évolution que va prendre l’industrie. Une évidence apparaît cependant : tous les aspects de la filière suivent une évolution positive depuis cinq ans. L’État roumain fait des promesses d’amélioration de son soutien à la production de films nationaux mais cela a plutôt évolué dans le mauvais sens récemment. On peut penser que la qualité récompensée des films roumains de ces dernières années va contribuer à faire augmenter le nombre de coproductions européennes. Par ailleurs, l’accueil de production étrangère peut permettre aux films nationaux d’acquérir une qualité technique qui est un atout non négligeable dans la conquête du public d’aujourd’hui. (cf. le succès récent des films en 3D). Du point de vue de l’exploitation, les conditions sont réunies pour que le pays connaisse une augmentation de la fréquentation. Il est de toute façon difficile d’imaginer un taux de fréquentation plus bas dans un pays qui vient entrer dans l’Union Européenne. Cette augmentation de la fréquentation devrait normalement profiter à toute la filière et à tous les types de films.

## Chiffres 2009
- Nombre de cinémas en activité : 74
- Nombres d’écrans : 182
- Nombre de sièges : 49.871
- Nombre de sièges par écran : 274
- Nombre de salles multi-écrans : 19, dont 12 multiplexes (supérieur ou égal à cinq écrans)
- Nombre de salles soutenues par le programme Eurimage : 7
- Nombre de projections : 185 428
- Nombre de spectateurs : 5 279 932
- Nombre de sorties cinéma par habitant : 0,24
- Nombre moyen de spectateurs par projection : 28
- Recettes totales en lei : 86 940 607
- Prix moyen d’un billet en lei : 16,47

### Listes et catégories
- (en) Films (liste chronologique)
- (en) Films (liste alphabétique)
- (en) Réalisateurs
- (en) Acteurs